# Hanatul Rouran
Hanatul Rouran, de asemenea, numit și Hanatul Juan-Juan sau Tan-Tan (chineză :柔然; pinyin: Róurán), a fost o confederație tribală și mai târziu un stat fondat de un popor de origine proto-mongolică Donghu. Conducătorii supremi Rouran au folosit titlul de „Han”, un titlu popular împrumutat de la Xianbei. Hanatul Rouran a fost întemeiat la sfârșitul secolului al IV-lea, fiind distrus la mijlocul secolului al VI-lea, când au fost învinși de o rebeliune a turcilor, chiar la apogeul puterii lor, care a dus ulterior la ascensiunea turcilor în istoria lumii.
După ce Hanatul lor a fost răsturnat, o parte din populația Rouranului au devenit cel mai probabil tătari, în timp ce alții au migrat probabil spre vest și au devenit Avari Panonicieni, stabilindu-se în Câmpia Panonică în timpul secolul al VI-lea. Avarii au fost urmăriți în Imperiul Bizantin de către turci, care considerau avarii ca pe un popor sclav sau vasal și le-au cerut bizantinilor să-i expulzeze. În timp ce această legătură Rouran-Avari rămâne o teorie controversată. Un studiu ADN recent a confirmat originile genetice ale Avari ca provenind din câmpiile mongole. În schimb, alte teorii leagă originile Avarilor Panonicieni cu popoare precum Uar .
Considerat o confederație imperială, Hanatul Rouran se baza pe „exploatarea la distanță a societăților agrare”, deși, conform lui Nikolay Kradin, Rouranul avea un sistem feudal sau „feudalism nomad”. Rouran a controlat rutele comerciale și au atacat și subjugat oaze și avanposturi precum Gaochang . Se spune că ei au arătat semnele „atât unui stat timpuriu, cât și al unei căpetenie”. Rouran au fost creditați drept „o bandă de tâlhari de stepă”, deoarece au adoptat o strategie de raiduri și extorcare a Chinei de Nord. Hanatul a fost o societate militarizată agresivă, o „politică militaro-ierarhică stabilită pentru a rezolva problemele exclusiv de politică externă de rechiziție de surplus de produse de la națiunile și statele vecine”.

## Etimologie
Klyastorny a reconstruit etnonimul din spatele transcripției chineze 柔然Róurán ( LHC : * ńu-ńan ; EMC : * ɲuw-ɲian > LMC: * riw-rian ) ca * nönör și îl compară cu mongolă нөкүр nökür „prieten, tovarăș” ( Khalkha нөхөр nöhör ). Potrivit lui Klyashtorny, * nönör denotă „stepnaja vol’nica” „o trupă liberă, rătăcitoare în stepă, „ însoțitorii ” primilor conducători Rouran”. În societatea mongolă timpurie, un nökür era cineva care și-a părăsit clanul sau tribul pentru a-și jura loialitate și pentru a-i sluji unui conducător carismatic; dacă această derivație ar fi corectă, Róurán柔然 nu a fost inițial un etnonim, ci un termen social care se referă la originile fondatorului dinastic sau la cercul de bază al însoțitorilor care l-au ajutat să-și construiască statul.
Cu toate acestea, Golden identifică probleme filologice: etnonimul ar fi trebuit să fie * nöŋör pentru a fi înrudit cu nökür , iar posibila asimilare a lui -/k/- la -/n/- în transcrierea chineză necesită dovezi lingvistice suplimentare. Chiar dacă 柔然 a transmis cumva nökür , mai probabil a indicat statutul lui Rouran ca subiecți ai Tuoba . Înainte de a fi folosit ca etnonim, Rouran a fost inițial numele șefului Cheluhui (车鹿会), denotând posibil statutul său „ca servitor Wei ”.

Harta Hanatului Rouran